# 丹尼斯·米娜
丹尼斯·米娜（英語：Denise Mina，1966年8月21日—）是一位蘇格蘭犯罪小說家和劇作家，以《嘉納丘》（Garnethill）三部曲出名，并塑造了格拉斯哥記者Paddy Mehan的形象。亦曾寫作第十三部《地獄神探》。
她的第一部Paddy Mehan小說《血之地》（The Field of Blood）在2011年被BBC拍成電視劇播出。 第二部《The Dead Hour》在2013年播出。

## 生平
丹尼爾·米娜在1966年出生於格拉斯哥，父親是工程師。由於父親工作的緣故，全家在18年間共搬了21次家。所到之處包括巴黎、海牙、倫敦、卑爾根。16歲米娜輟學開始工作，先後做過酒吧女招待、服務員和廚師，亦曾在肉類加工廠上班。20歲返回學校之前還曾做過老年護理，之後進入格拉斯哥大學獲得法學學位。
1990年代在斯特拉斯克萊德大學教授犯罪學和犯罪法，并開始決定寫作《嘉納丘》，1998年第一部書出版。

## 外部連結
- 官方网站
- 丹尼斯·米娜 at British Council: Literature
- Still Midnight（页面存档备份，存于） review and interview in The Scotsman
- Denise Mina[永久] talking with Ian Rankin at the Edinburgh International Book Festival (transcript and audio), 17 August 2006
- End of the Wasp（页面存档备份，存于） season review in ShotsMag Ezine